# Red Records
Red Records is een onafhankelijk Italiaans platenlabel, dat jazz uitbrengt. Het werd rond 1976 opgericht door Sergio Veschi en is gevestigd in Milaan.
Jazzfan Veschi werkte in die tijd bij Olivetti, daarnaast organiseerde hij in Milaan optredens van Amerikaanse jazzmusici. Ook begon hij een jazzfestival in de universiteit van die stad. In 1973 nam hij in een gehuurde studio nummers van Sam Rivers op, waarna hij een distributeur vond voor de opnames en zijn Red Records was een feit. Tot 1980 kwamen de platen van zijn label hoofdzakelijk in Italië op de markt. 
Op Red Records is muziek uitgebracht van Amerikaanse en Europese musici, waaronder Kenny Barron, Paul Bley, Jerry Bergonzi, Roberto Gatto, Julius Hemphill, Joe Henderson, Billy Higgins, Steve Lacy, David Liebman, Woody Shaw, Giovanni Tommaso, Cedar Walton, Bobby Watson en Phil Woods. Onder de bekende platen van het label bevindt zich Standard Joe van Joe Henderson, die het label ooit de Blue Note van Europa noemde.